# Kentstown
Kentstown (irisch Baile an Cheantaigh) ist ein Dorf im County Meath im Osten Irlands. 

## Lage und Verkehr
Kentstown liegt etwa zwölf Kilometer südöstlich von Navan am Nanny. Östlich von Kentstown verläuft die N2 von Dublin nach Monaghan. Im Ort kreuzen sich die R150 und R153.

## Geschichte
Die beiden eisenzeitlichen Ráths (Erdwerke), das Ringfort von Danestown und das Ringfort von Realtogue zeigen eine frühe Besiedlung in der Gegend. Ab der Neuzeit ist der Ort für den Sitz der Som(m)erville-Familie bekannt. 1798 wurde die (anglikanische) Saint Mary’s Church errichtet. Im Jahr 1844 konnte die katholische Himmelfahrtskirche (Church of the Assumption) gebaut werden.

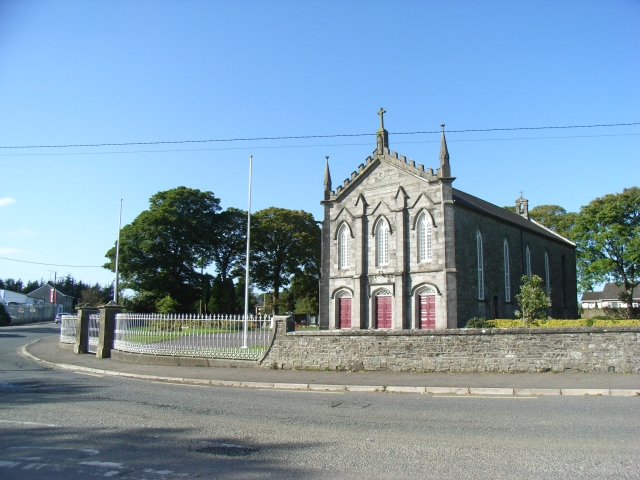
Himmelfahrtskirche
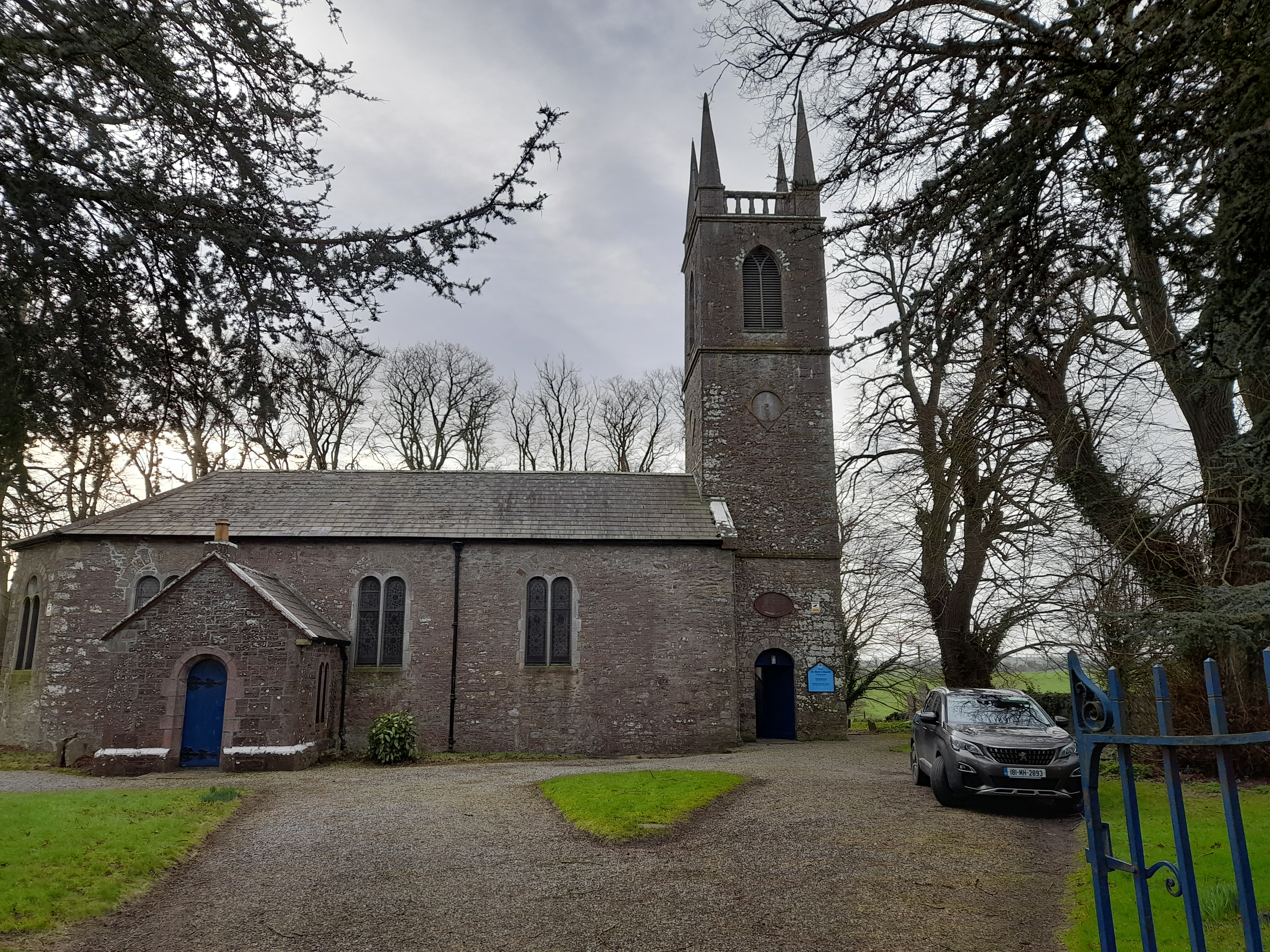
Saint Mary’s Church